# Кременецкий комбинат хлебопродуктов
Кременецкий комбинат хлебопродуктов — предприятие в городе Кременец Кременецкого района Тернопольской области Украины.

## История
В январе 1940 года Кременец стал районным центром и получил статус города, что способствовало его развитию как экономического центра, и здесь был создан районный хлебоприёмный пункт "Заготзерно".
В ходе Великой Отечественной войны 27 июня 1941 года начались бои на подступах к городу. С 22 июля 1941 до 18 марта 1944 года город был оккупирован немецкими войсками, но после освобождения предприятие было восстановлено.
После войны на базе хлебоприёмного пункта был создан комбинат хлебопродуктов, который действовал в производственной кооперации с городским хлебозаводом и другими предприятиями пищевой промышленности. В целом, в советское время КХП входил в число ведущих предприятий города.
После провозглашения независимости Украины комбинат перешёл в ведение министерства сельского хозяйства и продовольствия Украины.
В марте 1995 года Верховная Рада Украины внесла комбинат в перечень предприятий, приватизация которых запрещена в связи с их общегосударственным значением.
После создания в августе 1996 года государственной акционерной компании "Хлеб Украины" комбинат перешёл в ведение ГАК "Хлеб Украины".
17 февраля 2006 года Верховная Рада Украины зарегистрировала законопроект о продаже 14 признанных убыточными хлебоприёмных предприятий (в том числе, Кременецкого КХП), но эта инициатива была отклонена.
В октябре 2012 года хозяйственный суд Тернопольской области возбудил дело о банкротстве комбината, но позднее положение предприятия стабилизировалось.
24 июля 2013 года КХП был включён в состав Государственной продовольственно-зерновой корпорации Украины.

## Деятельность
Предприятие осуществляет приём, сушку, хранение и отгрузку зерна на автомашины и железнодорожный транспорт. 
КХП оснащён сепараторами типа ХМЗ (обеспечивающими возможность очистки до 100 тонн зерна в час), зерносушилкой типа ДСП-50, складская ёмкость комбината составляет 18 тыс. тонн зерна.